# C
 For alternative betydninger, se C (flertydig). (Se også artikler, som begynder med C)
C er det tredje bogstav i det danske og latinske alfabet. I det etruskiske sprog stemte lukkelyde, så de overtog det græske gamma for at skrive /k/. I begyndelsen brugte romerne C for både /k/ og /g/. Måske på et endnu tidligere tidspunkt, var det alene /g/, mens de brugte K for /k/. Enkelte hævder, at det semitiske gîmel var et billede af en kamel. /k/ udviklede ganelyd og velare allophoner på latin, højst sandsynlig efter etruskisk indflydelse. Derfor har bogstavet C mange forskellige lydværdier i dag. Blandt disse /k/ og /s/ på fransk, /k/ og /T/ (som engelsk Th i Thin) i europæisk spansk, /k/ og /tS/ (som engelsk Ch) i italiensk.
Se også Alfabet#Udtale.
I det hexadecimale talsystem (og andre talsystemer med grundtal større end 12) repræsenterer C et ciffer med værdien 12.